# International Code of Nomenclature for algae, fungi, and plants
International Code of Nomenclature for algae, fungi, and plants (ICN), tidigare International Code of Botanical Nomenclature (ICBN) är det formella regelverk som styr den vetenskapliga namngivningen av växter, svampar och alger. Koden underhålls av International Association for Plant Taxonomy. Den senaste (fjortonde) utgåvan av ICBN utkom år 2006 och grundade sig på de beslut som togs under den Internationella botaniska kongressen (IBC) i Wien 2005. Från och med den 1 januari 2012 bytte den namn till International Code of Nomenclature for algae, fungi and plants (ICN) efter beslut vid IBC i juli 2011 i Melbourne, Australien. Detta för att markera att de organismgrupper som behandlas inom den traditionella omfattningen av botanik inte är särskilt närbesläktade eller längre ses som "växter".
"Växters" namn kan indelas i två kategorier, dels de vetenskapliga, internationella (latinska) namnen, dels andra namn — nationella, regionala eller lokala. Det är blott namn av det förra slaget som regleras av ICN. Koden, som ICN ofta kallas, leder sitt ursprung ända tillbaka till de namnregler som Linné uppställde i Philosophia botanica (1751), men efterhand kom man att frångå en del av dessa. 
Ett nytt försök att få till stånd ett regelverk som alla borde följa gjordes vid den fjärde Internationella Botaniska Kongressen i Paris 1867, efter vilken De Candolles Lois… utkom, men detta regelverk lämnade alltför mycket öppet varför förvirringen tilltog. Först vid den ur många synpunkter epokgörande Wienkongressen 1905 kom man fram till ett tillräckligt underlag för den första utgåvan av det som kom att kallas ICBN, vilken utkom 1906. 
Kodens uttalade syfte är att skapa klarhet och stabilitet i de behandlade organismernas systematik, deras vetenskapliga namnsättning.
Ny gällande kod kallas Shenzhenkoden och fastställdes i juli 2017 vid IBC i Shenzhen, Kina, och publicerades den 26 juni 2018 (den elektronisaka upplagan dagen efter).

## Upplagor av koden
- Lois Nomenclature Botanique 1867
- Lois Nomenclature Botanique adoptées par le Congrés (2:a upplagan) 1883
- International Rules of Botanical Nomenclature (Vienna Rules) 1906
- International Rules of Botanical Nomenclature (Brussels Rules) 1912
- International Rules of Botanical Nomenclature (Cambridge Rules) 1935
- International Rules of Botanical Nomenclature (Amsterdam Rules) 1950
- International Code of Botanical Nomenclature (Stockholm Code) 1952
- International Code of Botanical Nomenclature (Paris Code) 1956
- International Code of Botanical Nomenclature (Montreal Code) 1961
- International Code of Botanical Nomenclature (Edinburgh Code) 1966
- International Code of Botanical Nomenclature (Seattle Code) 1972
- International Code of Botanical Nomenclature (Leningrad Code) 1978
- International Code of Botanical Nomenclature (Sydney Code) 1983
- International Code of Botanical Nomenclature (Berlin Code) 1988
- International Code of Botanical Nomenclature (Tokyo Code) 1994
- International Code of Botanical Nomenclature (St Louis Code) 2000
- International Code of Botanical Nomenclature (Vienna Code) 2006
- International Code of Nomenclature for algae, fungi, and plants (Melbourne Code) 2012
- International Code of Nomenclature for algae, fungi, and plants (Shenzhen Code) 2018